# Al-Gharqad
Al-Gharqad (arabisch الغرقد, DMG al-ġarqad) bezeichnet in der islamischen Überlieferung einen Baum oder Strauch, der in der endzeitlichen Schlacht zwischen Juden und Muslimen eine Rolle spielen soll.
In einer Überlieferung aus dem „Kitāb al-fitan“ im Ṣaḥīḥ von Muslim, in dem der Verfasser eschatologische Hadithe über die Versuchungen am Tage des letzten Gerichts gesammelt hat, wird berichtet, dass Abū Huraira den folgenden, Mohammed zugeschriebenen Spruch überliefert haben soll:

„Die Stunde wird nicht schlagen, bis die Muslime die Juden bekämpfen und töten, sodass die Juden sich hinter Steinen und Bäumen verstecken. Die Steine oder Bäume sagen jedoch: O, Muslim! O, Diener Gottes, ein Jude versteckt sich hinter mir. Komm und töte ihn! Nur al-Gharqad nicht; denn er ist ein Baum der Juden.“

Varianten des Spruches werden auch dem 2. Kalifen ʿUmar ibn al-Chattāb nach dem Propheten zugeschrieben. In der großen Traditionssammlung der sog. musnad-Hadithe von Ahmad ibn Hanbal erscheint dieser Spruch in einer Gruppe mehrerer Prophetendicta eschatologischen Inhalts in der Überlieferung vom oben genannten Abū Huraira ebenfalls.

## Der Baum
Der Friedhof Baqīʿ al-Gharqad in Medina trägt den Namen al-Gharqads. „Baqīʿ“ bedeutet ursprünglich „weites Land mit verschiedenartigen Bäumen“. Gemäß Lane wurde die Stelle als Friedhof benutzt, nachdem man dort die Bäume gefällt hatte.
Es bleibt allerdings unklar, um welchen Strauch oder Baum es sich bei al-Gharqad gehandelt hat. Einigkeit scheint darin zu bestehen, dass al-Gharqad dornenbewehrt und nutzlos war. The Encyclopaedia of Islam. New Edition bezeichnet die Pflanze als eine Art Brombeere. Der Orientalist Tilman Nagel schreibt, dass der Baqīʿ al-Gharqad mit Christusdorn bestanden gewesen sei, bevor er als Friedhof genutzt worden sei.
Heute bezeichnet al-Gharqad die Pflanzenfamilie Nitrariaceae.

## Heutige Verwendung
Im Rahmen des Palästinensisch-Israelischen Konflikts ist dieser Hadith beispielsweise Bestandteil von Artikel sieben der Hamas-Charta. Nach der Vorstellung fundamentalistischer Muslime pflanze Israel den al-Gharqad vermehrt an, um sich beim Tag des Gerichts dahinter zu verstecken. Die Vorstellung des al-Gharqad ist ein Beleg für die Existenz von Antisemitismus in islamistischen terroristischen Strömungen.